# Lydie Amie Farron
Pour les articles homonymes, voir Farron.
Lydie Amie Farron née en 1816 à Tavannes, morte en 1895, est une préceptrice en Russie.

## Biographie
Lydie Amie Farron naît à Tavannes en 1816. Dans l'espoir d'échapper à la dureté de sa condition - sa mère est veuve depuis 1828 et la famille est nombreuse[réf. nécessaire], elle se prépare à l'émigration, encouragée par son frère Henri Farron, et sa sœur Catherine Farron ayant également émigré en Russie[réf. incomplète].
Elle se forme à Münchenstein puis à Bienne et à Colombier[réf. nécessaire].
À 21 ans, fin juillet 1837, elle émigre en Russie et y travaille pendant 20 ans. Pendant 10 ans, elle met son temps et son savoir au service de familles russes, notamment à Saint-Pétersbourg et Moscou. En 1847, elle entre au service de la famille du général Nicolas Mouraviev, à Moscou, pour s'occuper de ses trois filles, de 1847 à 1859. Elle est connue l'une des meilleures institutrices de la capitale.
Elle profite d'un voyage en Italie avec ses employeurs pour faire un passage en Suisse en 1841 puis en 1851.
Entre 1851 et 1857, elle séjourne à Novgorod et Vilna dans le cadre de son activité de préceptrice chez le général Mouraviev, qui devient commandant des troupes du Caucase lors de la guerre de Crimée et entraîne alors sa famille avec lui à Stavropol et Pyatigorsk. En 1859, après un séjour en Italie, elle retrouve son village natal de Tavannes, estimant avoir achevé son travail et se consacre à sa famille, en particulier aux enfants de son neveu Ami Farron, jusqu'à son décès survenu en 1895. Lydie Amie Farron reste célibataire.

## Postérité
La fondation Mémoires d'Ici conserve une trentaine de cahiers dans lesquels Lydie Amie Farron relate sa vie dans un monde étranger, ses découvertes, ses impressions et, souvent, l'ennui de sa famille et son mal du pays.
Une statue à son effigie est inaugurée le 24 juin 2022 devant la mairie de Tavannes. Elle fait partie d'une série de cinq statues de personnalités féminines de l’histoire du Jura bernois créées par Helena von Beust dans le prolongement de l'exposition ExceptionnELLES à Bienne en 2021 et visant notamment à donner une plus grande visibilité aux femmes dans l'espace public,.

## Œuvres
- Journal intime de Lydie Amie Farron[1],[9].